# Манвел (Тексас)
Манвел (енгл. Manvel) град је у америчкој савезној држави Тексас. По попису становништва из 2010. у њему је живело 5.179 становника.

## Демографија
Према попису становништва из 2010. у граду је живело 5.179 становника, што је 2.133 (70,0%) становника више него 2000. године.
| Група             | 2000.         | 2010.         |
| Белци             | 2.538 (83,3%) | 2.797 (54,0%) |
| Афроамериканци    | 71 (2,3%)     | 881 (17,0%)   |
| Азијати           | 17 (0,6%)     | 269 (5,2%)    |
| Хиспаноамериканци | 392 (12,9%)   | 1.168 (22,6%) |
| Укупно            | 3.046         | 5.179         |